# یزنیک کوغباتسی
یزنیک کوغباتسی یا یزنیک کلبی (به ارمنی: Եզնիկ Կողբացի) پدر کلیسای ارمنی و نویسندهٔ مسیحی ارمنستان در سده پنجم میلادی بود.
او را یکی از برجسته‌ترین متفکران سدهٔ پنجم می‌دانند. یزنیک در منطقهٔ کُلب/کُقب از استان چاکاتکِ آرارات متولد شد و دلیل لقبش به یزنیک کُلبی نیز همین است. نام ازنیک در زبان ارمنی یزنیک بوده اما در نوشته‌های عربی به صورت اِزنیق و در فارسی به اِزنیک مبدل شده‌است.
او کتابی را در خلال سال‌های ۴۴۱ تا ۴۴۹ میلادی بنام «به خدا» نوشت و در آن کتاب که چهاربخش بود به بازنویسی و نقد ادیان و عقاید دیگر پرداخت. نخستین فصل آن کتاب به چیستی شیطان پرداخت. فصل دوم به مذهب پارسیان که همان مزدیسنا بود اختصاص داشت. در فصل بعدی به نقد آثار فلاسفهٔ یونان پرداخت و فصل نهایی کتاب را به آرا مرقیون اختصاص داد. کتاب مورد نظر نخستین بار در قرن هجدهم در ازمیر منتشر شد.
از دیگر آثار او می‌توان به «ضد فرقه‌ها» یا «تکذیب فرقه‌ها» را نام برد.
او یک نویسندهٔ متعصب مذهبی است و سخنان سخت و جانبدارانه‌اش علیه ادیان غیرمسیحی می‌تواند جنبه‌های مذهب زروانی ساسانیان را برایمان آشکار کند. ازنیک به اولین گروه مترجمان از سال ۴۳۰ تعلق دارد. وی از شاگردان مسروپ ماشتوتس و ساهاک پَرثَوی، مبتکرین خط ارمنی است. سخنان او تا به امروز از سوی پژوهشگران بسیاری پایهٔ مطالعات قرار گرفته‌است. ازنیک که کتابش شامل چهار بخش بوده به تکذیب و رد فرق دینی مانند کیش پارسی، آموزش‌های حکمای یونان و فرقهٔ مذهبی مرقیون پرداخته‌است. متن کتاب وی توسط ال ماریس به سال ۱۹۵۹ ویرایش شد و به چاپ رسید.

## برای مطالعهٔ بیش‌تر
- بایگانی‌شده  در ۶ مارس ۲۰۱۶ توسط Wayback Machine Եզնիկ Կողբացի at  Avproduction.am
- Bardakjian, Kevork B. (2000). A Reference Guide to Modernb Armenian Literature, 1500-1920. Detroit: Wayne State University Press.
- Armenian Soviet Encyclopedia. Vol. 3. Yerevan. p. 486.
- Hacikyan, Agop Jack; Gabriel Basmajian; Edward S. Franchuk (2002). The Heritage of Armenian Literature: From the Oral Tradition to the Golden Age. Detroit: Wayne State University. pp. 267–86. ISBN 978-0-8143-3023-4.
- Hairapetian, Srbouhi (1995) [1986]. A History if Armenian Literature: From Ancient Times to the Nineteenth Centruy Hay hin yev mijnadarian grakanuttian patmuttiun (به ارمنی). New York: Caravan Books. p. 172. {{cite book}}: Invalid |script-title=: missing prefix (help)